# Short Dog’s in the House
Short Dog’s in the House – szósty album amerykańskiego rapera Too $horta. Ukazał się w sprzedaży 1 sierpnia 1990.
Na albumie gościnnie wystąpił jeden z najbardziej rozpoznawalnych raperów, były członek legendarnej grupy NWA, Ice Cube. Płyta została w wielu miejscach ocenzurowana, a wulgarne wyrażenia zastąpiono różnego rodzaju dźwiękami.

## Lista utworów
1. „Short Dog’s in the House”
2. „It's Your Life”
3. „The Ghetto”
4. „Short But Funky”
5. „In the Oaktown”
6. „Dead or Alive”
7. „Punk Bitch”
8. „Ain't Nothin' but a Word to Me”  (gościnnie Ice Cube)
9. „Hard on the Boulevard”
10. „Pimpology”
11. „Paula & Janet”
12. „Rap Like Me"